# Portugal op het Eurovisiesongfestival 1982
Portugal nam deel aan het Eurovisiesongfestival 1982 in Harrogate, Verenigd Koninkrijk. Het was de 19de deelname van het land op het Eurovisiesongfestival. De selectie verliep via het jaarlijkse Festival da Canção, waarvan de finale plaatsvond op 6 maart 1982. De RTP was verantwoordelijk voor de Portugese bijdrage voor de editie van 1982.

## Selectieprocedure
Net zoals de voorbije jaren werd ook dit jaar de kandidaat gekozen via het jaarlijkse Festival da Canção. De finale vond plaats op 7 maart 1982.
In totaal deden er 12 liedjes mee aan deze finale.
Finale
| Volgorde | Artiest             | Lied                                 | Punten | Plaats |
| -------- | ------------------- | ------------------------------------ | ------ | ------ |
| 1        | Doce                | Bem bom                              | 182    | 1ste   |
| 2        | Cândida Branca Flor | Trocas baldrocas                     | 176    | 2de    |
| 3        | Alexandra           | Até amanhecer                        | 156    | 3de    |
| 4        | S.A.R.L             | Quero ser feliz agora                | 147    | 4de    |
| 5        | Broa De Mel         | Banha da cobra, estica e não dobra   | 139    | 5de    |
| 6        | Dina                | Gosto do teu gosto                   | 125    | 6de    |
| 7        | Joana               | Amor Português                       | 77     | 7de    |
| 8        | Dina                | Em segredo                           | 74     | 8ste   |
| 9        | Bric-À-Brac         | Tudo tim tim por tim tim             | 73     | 9de    |
| 10       | Fernanda            | Vai mas vem                          | 52     | 10de   |
| 11       | Mauro Paulo         | Se este amor acabar é o fim do mundo | 48     | 11de   |
| 12       | Isa                 | Sonho a dois                         | 27     | 12de   |

## In Harrogate
In Dublin moest Portugal optreden als 1ste net voor Luxemburg.
Na de puntentelling bleek dat Portugal 13de was geëindigd met een totaal van 32 punten. 
Nederland had 4punten over voor deze inzending en België geen.

### Gekregen punten

#### Finale
| 12 punten | 10 punten                         | 8 punten | 7 punten            | 6 punten               |
| --------- | --------------------------------- | -------- | ------------------- | ---------------------- |
|           |                                   |          | - Luxemburg         | - Zweden               |
| 5 punten  | 4 punten                          | 3 punten | 2 punten            | 1 punt                 |
| - Turkije | - Nederland - Verenigd Koninkrijk |          | - Finland - Ierland | - Israël - Zwitserland |

### Punten gegeven door Portugal

#### Finale
Punten gegeven in de finale:
| 12 punten | Duitsland           |
| 10 punten | Israël              |
| 8 punten  | België              |
| 7 punten  | Zweden              |
| 6 punten  | Luxemburg           |
| 5 punten  | Cyprus              |
| 4 punten  | Verenigd Koninkrijk |
| 3 punten  | Denemarken          |
| 2 punten  | Zwitserland         |
| 1 punt    | Ierland             |

1964 · 1965 · 1966 · 1967 · 1968 · 1969 · 1970 · 1971 · 1972 · 1973 · 1974 · 1975 · 1976 · 1977 · 1978 · 1979 · 1980 · 1981 · 1982 · 1983 · 1984 · 1985 · 1986 · 1987 · 1988 · 1989 · 1990 · 1991 · 1992 · 1993 · 1994 · 1995 · 1996 · 1997 · 1998 · 1999 · 2000 · 2001 · 2002 · 2003 · 2004 · 2005 · 2006 · 2007 · 2008 · 2009 · 2010 · 2011 · 2012 · 2013 · 2014 · 2015 · 2016 · 2017 · 2018 · 2019 · 2020 · 2021 · 2022 · 2023 · 2024 · 2025